# Wola Kuźniewska
Wola Kuźniewska – wieś w Polsce, położona w województwie łódzkim, w powiecie radomszczańskim, w gminie Wielgomłyny.
| SIMC    | Nazwa   | Rodzaj     |
| ------- | ------- | ---------- |
| 0555175 | Zacisze | przysiółek |

W latach 1975–1998 miejscowość administracyjnie należała do województwa piotrkowskiego.